# Momiji manjū
Il momiji manjū (もみじ饅頭?) è un tipo di manjū. Si tratta di una varietà di yaki-manjū ("manjū cotti al forno") a forma di foglia d’acero, ed è una specialità tipica di Itsukushima, nella prefettura di Hiroshima. Dalla sua nascita, avvenuta nel 1906, ad oggi vanta una storia di 120 anni.

## Panoramica
È una specialità e un souvenir tipico dell'isola di Itsukushima (o comunemente Miyajima), una delle Tre Vedute del Giappone. Attualmente, non è solo un prodotto caratteristico di Miyajima, ma è ampiamente riconosciuto in tutto il Paese come uno dei dolci-souvenir simbolo della prefettura di Hiroshima, nonchè il più noto e menzionato del capoluogo. 
Nel 2009, in un sondaggio del quotidiano Asahi Shinbun con la domanda :“Qual è il manjū numero uno del Giappone?”, si è classificato al primo posto a livello nazionale. Inoltre, è spesso presente ai vertici di varie classifiche dei “migliori souvenir giapponesi” conquistando, talvolta, anche il primo posto.
Il momiji manjū fu ideato nei primi anni del Novecento dal maestro di wagashi (dolci tradizionali giapponesi) Takatsu Tsunesuke, ma non ne mantenne l’esclusiva. Per questo motivo, oggi viene prodotto e venduto con la stessa denominazione “momiji manjū” non solo da grandi produttori specializzati o da piccoli artigiani sull’isola di Miyajima, ma anche come marchio privato di aziende della grande distribuzione come ÆON o 7-Eleven. Poiché molti souvenir noti sono realizzati da un unico produttore (come il Akafuku mochi, il cioccolato fresco di Royce o il famoso Hiyoko manjū), si è osservato che questa pluralità di produttori possa penalizzare il momiji manjū nelle “classifiche dei souvenir”. D’altra parte, si può dire che proprio questa caratteristica offra il piacere di confrontare le diverse versioni prodotte da più aziende.
A Miyajima, numerosi negozi servono momiji manjū appena sfornati, disposti uno accanto all’altro lungo le vie dell’isola.

## Storia

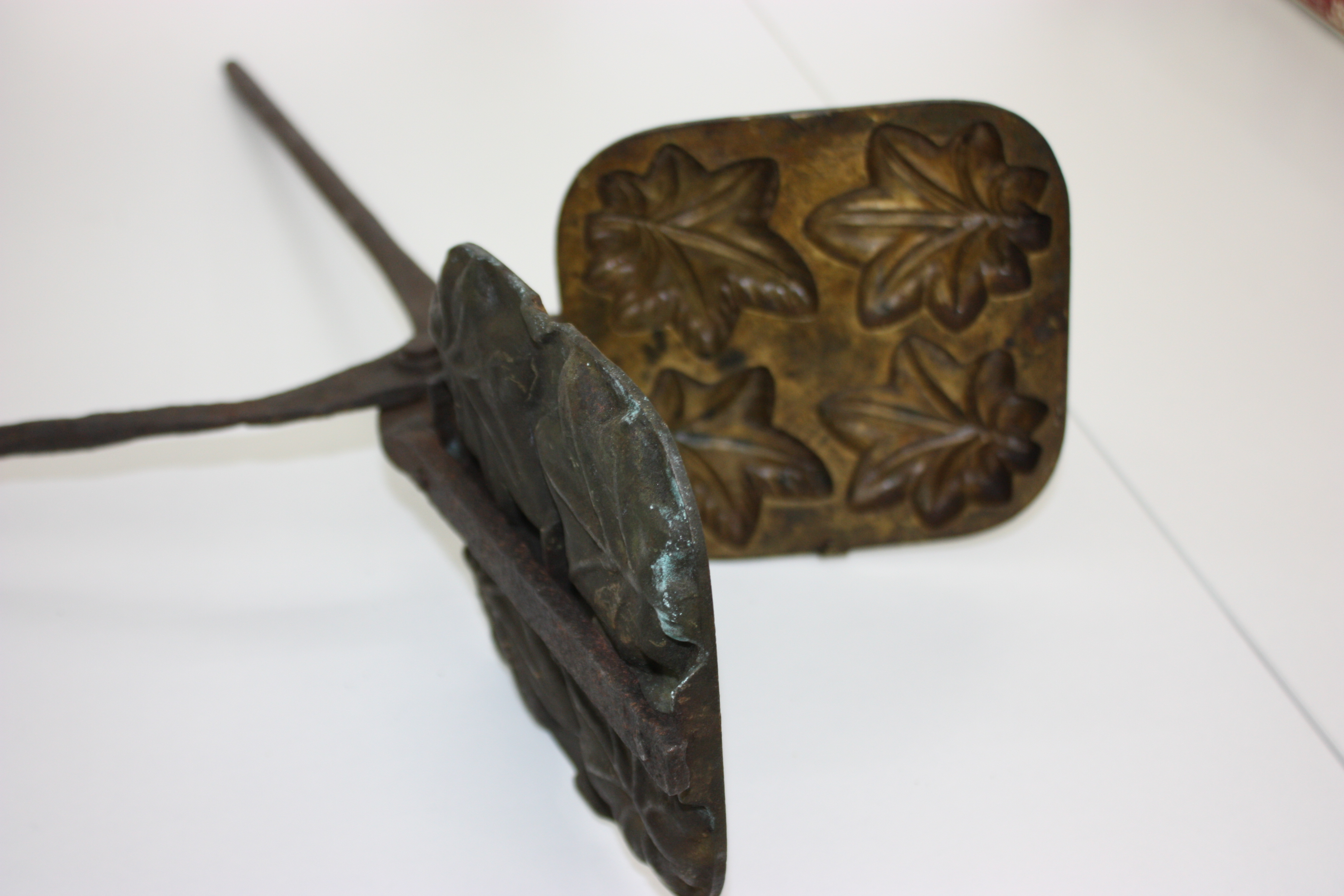
Lo stampo originale con cui Takatsu Tsunesuke cuoceva i momiji manjū

### Origine
L’ideatore del momiji manjū è considerato il maestro di dolci tradizionali giapponesi (wagashi) Takatsu Tsunesuke, attivo a Itsukushima (Miyajima) nei primi anni del '900. 
Sull’isola, una delle attrazioni più celebri è la Valle degli Aceri (Momijidani), dove sorge la locanda Iwasō, fondata nel 1854. Qui soggiornarono numerose personalità di spicco, tra cui il principe ereditario dell'Impero giapponese Yoshihito (futuro imperatore Taishō), il principe ereditario dell’Impero coreano Sunjong (futuro Imperatore Yunghui) e gli scrittori Itō Hirobumi e Natsume Sōseki. In particolare, Itō Hirobumi era noto per il suo grande affetto per Itsukushima e alloggiò più volte all’Iwasō.
La quarta proprietaria della locanda, Eiko, si domandò se fosse possibile offrire agli ospiti un dolce esclusivo, che si potesse gustare solo all’Iwasō. All’epoca, il fornitore di dolci della locanda era proprio Takatsu, al quale la proprietaria chiese di creare “un dolce da offrire come omaggio ai clienti più importanti, che fosse degno del nome Momijidani”.
Dopo numerosi tentativi, nel 1906 Tsunesuke realizzò il “manjū cotto a forma di foglia d’acero” (kōyōgata yaki-manjū). Si trattava di un dolce moderno per l’epoca: impasto di castella preparato con miele proveniente da Nagasaki, uova e burro di produzione nazionale, con all’interno koshian (pasta dolce di fagioli azuki).

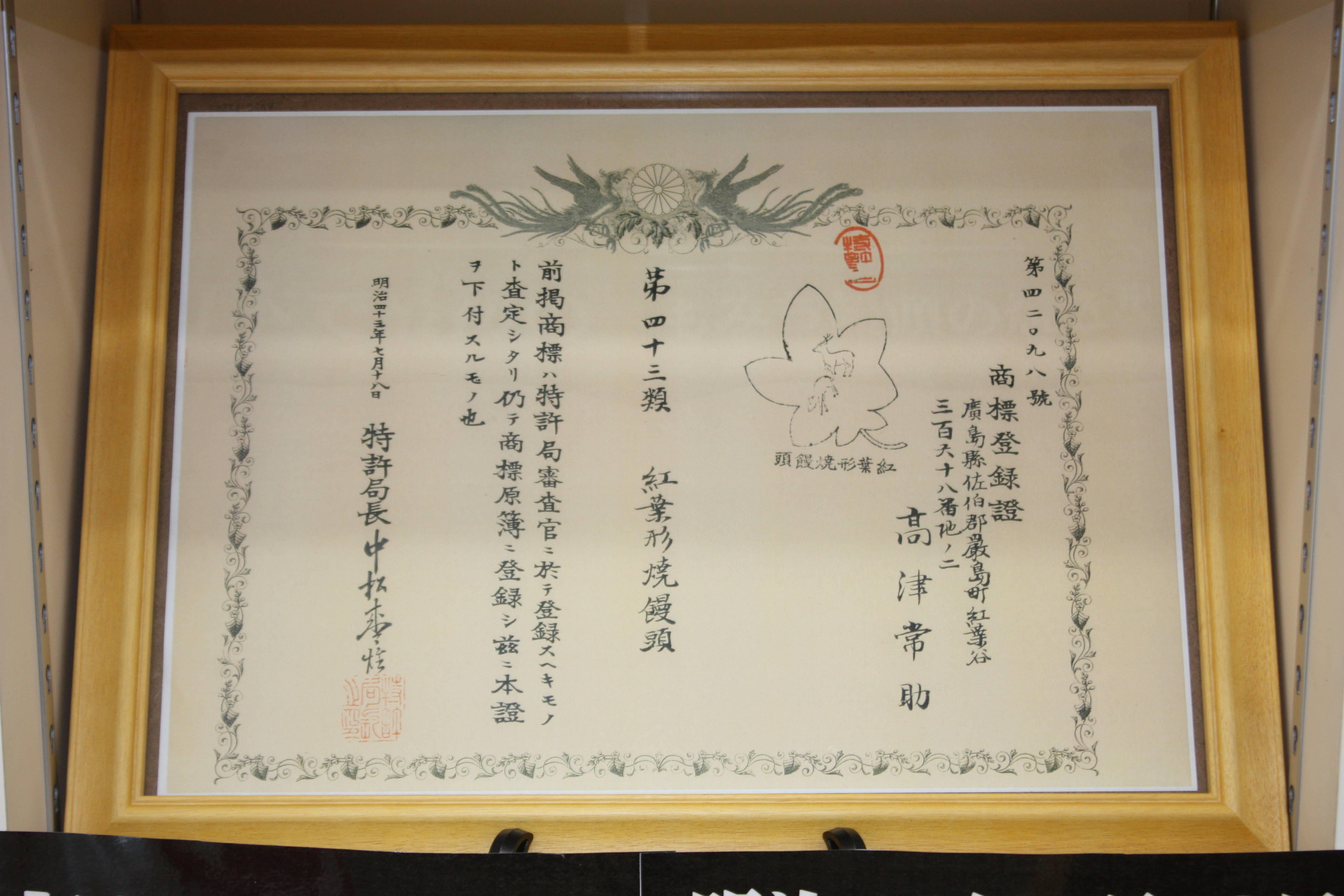
Il certificato di registrazione del marchio del "manjū alla griglia a forma di foglia d’acero"

Quattro anni più tardi, il 18 luglio 1910, il dolce venne registrato come marchio; il certificato originale di registrazione è ancora conservato dai discendenti di Tsunesuke. Lo stampo registrato all’epoca raffigurava “una foglia con sette incisioni e un corto picciolo, con due cervi disegnati”, un motivo piuttosto elaborato che differiva leggermente dall’aspetto attuale del momiji manjū. Poco dopo, Takatsu iniziò a utilizzare uno stampo più simile a quello odierno; anche questo esemplare è sopravvissuto ed è custodito insieme al certificato di registrazione.
Secondo quanto riferito ai suoi discendenti, già ai tempi di Tsunesuke il dolce era comunemente chiamato “momiji manjū”.
Nel 2009, il nipote di Tsunesuke, Katō Hiroaki, riportò in vita il Ganso momiji manjū (“momiji manjū originale”), cuocendolo a mano secondo la ricetta e con lo stampo dell’epoca. Oggi lo produce e vende con il nome Takatsudō, a Miyajimaguchi, sulla riva opposta rispetto all’isola.

### L’ipotesi della battuta di Itō Hirobumi

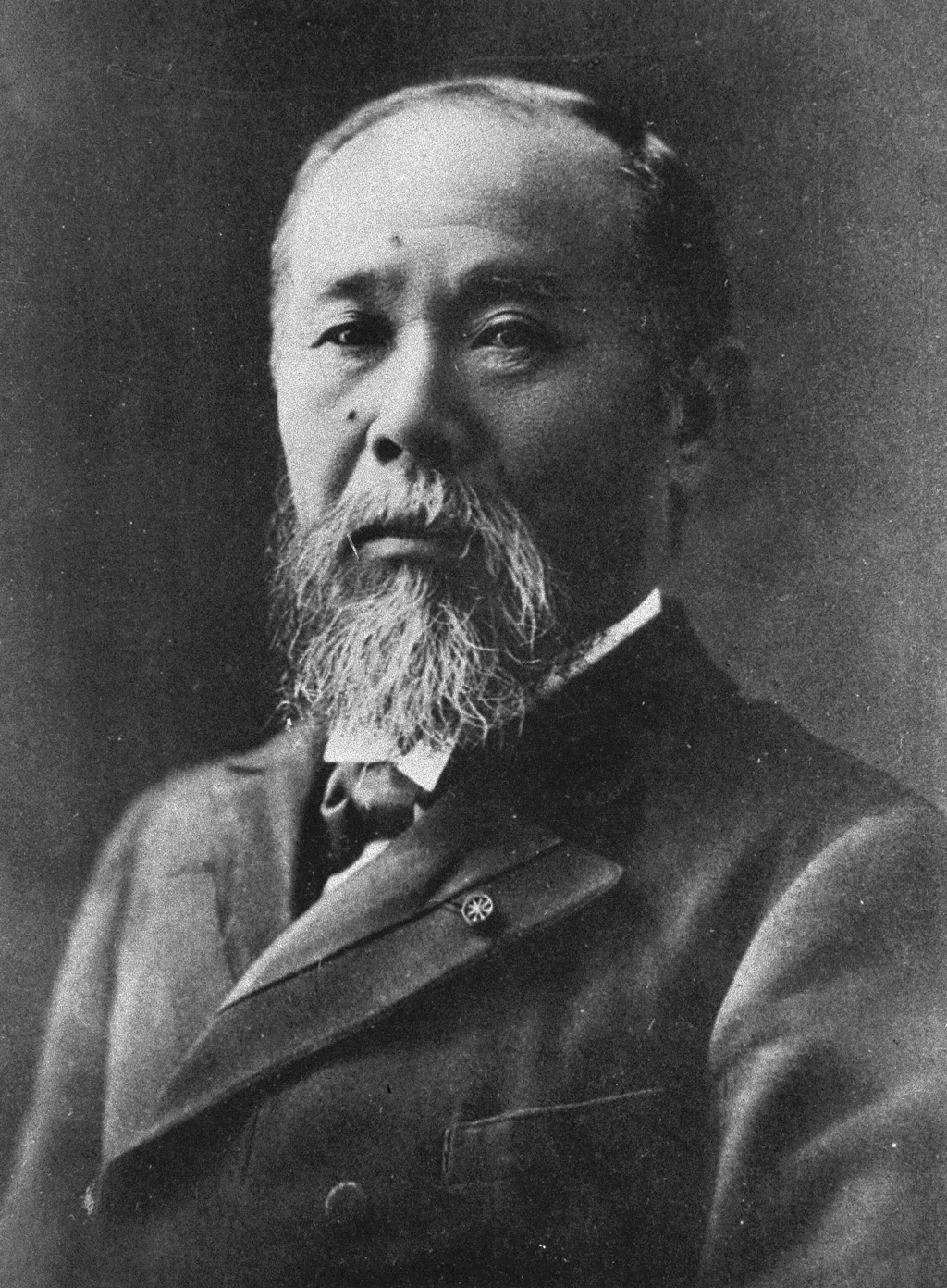
Ritratto di Itō Hirobumi

Esiste una teoria secondo cui Itō Hirobumi avrebbe avuto un ruolo nella nascita del momiji manjū, ed è una versione ancora oggi ampiamente diffusa. Secondo questo racconto, mentre Itō stava riposando nella sala da tè dell’Iwasō, osservò la mano della ragazza che lo stava servendo e disse scherzosamente :"Che mano graziosa, sembra una foglia d’acero. Se la arrostissimo e la mangiassimo, chissà che buona sarebbe". La proprietaria dell’Iwasō avrebbe colto questa frase e, prendendola come spunto, il pasticciere di manjū avrebbe ideato il dolce. 
Itō era già allora noto per il suo grande affetto per Itsukushima, vi soggiornava spesso e, all’epoca, aveva già lasciato la carica di Primo Ministro, godendo del titolo di Daikun’i (Ordine Supremo del Crisantemo). Tra la popolazione, aveva la fama di essere un anziano bonario con una certa predilezione per le donne. Per queste ragioni, la teoria fu ampiamente accettata.
Ancora oggi, è talmente radicata da essere riportata come origine ufficiale persino da grandi produttori di momiji manjū (per esempio Yamadayā: “Origine del momiji manjū”) o dalla stessa Associazione Turistica di Miyajima.
In realtà, non esiste alcun documento ufficiale che riporti questo episodio. Takatsu Tsunesuke, citato in precedenza come l’ideatore del dolce, con tutta probabilità era ben a conoscenza di questa storia, ma non confermò mai un legame diretto con Itō (pur senza mai negarlo). Di conseguenza, l’ipotesi della “battuta galante alla cameriera” resta una leggenda popolare o una diceria.
Tuttavia, il laboratorio di dolci di Takatsu (il Takatsudō) si trovava proprio di fronte al portone dell’Iwasō, dimora abituale di Itō, e il dolce fu creato su richiesta della stessa locanda: è quindi plausibile che Takatsu e Itō si conoscessero. Inoltre, considerando che a quell’epoca i mezzi di comunicazione e di registrazione non erano ancora sviluppati, non era realistico pensare di documentare ogni battuta pronunciata da Itō durante le vacanze: non si può quindi escludere con certezza che la frase sia stata realmente detta.
All’Iwasō si conservano ancora oggi una fotografia e una cornice risalenti alla visita di Itō nel febbraio del 1906, e il nipote di Eiko, attuale proprietario dell’Iwasō, Iwamura Takafumi, afferma che “Itō fu la prima persona a mangiare il momiji manjū appena nato”.

### Prima della Seconda guerra mondiale
Il periodo di validità del diritto di marchio all’epoca era di 20 anni, ma Takatsu non ne rinnovò la registrazione. Per questo motivo, negli anni '20 sorse anche una controversia sulla registrazione del design dei momiji manjū tra vari produttori, ma nel 1928 si arrivò a un accordo. Takatsu, di indole artigiana, sosteneva che “la tecnica e il gusto si rubano” e non trasmise la ricetta dei momiji manjū neppure al figlio Noboru, seconda generazione. Il segreto non venne quindi tramandato, ma fin dall’inizio il ripieno era dolce, e venivano usati ingredienti di pregio per l’epoca come uova e miele; si racconta che rimanessero morbidi anche se trasportati da Hiroshima a Tokyo con un treno locale lento. Noboru, pur provando e riprovando, non riuscì a raggiungere il sapore desiderato e, per “non macchiare il nome di mio padre”, decise di interrompere del tutto la produzione e la vendita dei momiji manjū. Allo stesso tempo, Tsunesuke, che era anche capo dell’associazione dei pasticcieri di Miyajima, si impegnò nella formazione di nuovi artigiani e, con il desiderio che i momiji manjū diventassero una specialità dell’intera Miyajima e non solo della Takatsudo, non insistette né sul monopolio del marchio né su quello delle competenze.
All’epoca, la cottura avveniva manualmente, piastra per piastra, e la dimensione e qualità del prodotto variavano a seconda del negozio o dell’artigiano. Tra gli attuali produttori, “Iwamura” (oggi Iwamura Momijiya), fondato all'inizio degli anni '10, è tra i più antichi. Secondo Iwamura Momijiya, vi fu un periodo in cui il proprietario Iwamura Eikichi e Takatsu Tsunesuke fornivano insieme i momiji manjū all’albergo Iwaso.

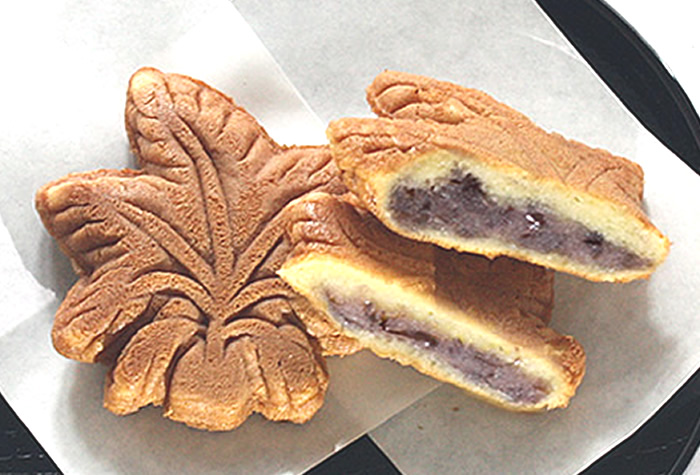
il "ganso momiji manjū" attualmente in vendita

Tra il 1925 e l’anno successivo, iniziarono la produzione e la vendita “Katsuya” e “Fujii” (oggi Fujiya). In quel periodo, per non violare i diritti di marchio di Tsunesuke, i dolci venivano chiamati con nomi diversi come “Miyajima manjū” o “manjū a forma di foglia d’acero”, e anche gli stampi erano differenti; tuttavia, verso la metà degli anni '20, il nome “momiji manjū” si impose gradualmente. Dopo la scadenza dei diritti di Tsunesuke, nel 1927, qualunque negozio di souvenir dell’isola, purché disponesse dello stampo, poté produrli e venderli. Nel 1932 iniziò la produzione “Yamada Shoten” (oggi Yamadaya), seguita l’anno successivo da “Kimuraya” e altri. Prima della guerra, la produzione e la vendita avvenivano esclusivamente all’interno dell’isola di Miyajima, con un totale di 12 produttori. Poiché la Takatsudo, il vero “ganso momiji manjū” (lett. momiji manjū autentico), cessò presto la produzione, diverse botteghe iniziarono a definirsi “ganso momiji manjū”, una situazione che perdura ancora oggi.
Il 10 maggio 1934, in occasione della visita a Itsukushima del principe Nobuhito, il fondatore di Iwamura Momijiya, Eikichi, si sentì chiedere: “Non avete tsubuan?” (ripieno di pasta di fagioli azuki grossolana; fino ad allora tutti i produttori usavano solo koshian, ossia ripieno liscio). Eikichi preparò immediatamente dei momiji manjū con tsubuan e li offrì. Per questo motivo, Iwamura Momijiya si fregia del titolo di “ganso tsubu momiji” (primo momiji manjū con tsubuan).

### Dopo la Seconda guerra mondiale
Durante la seconda guerra mondiale, a causa dell’aggravarsi del conflitto, divenne difficile procurarsi le materie prime, e i cinque produttori di momiji manjū di Miyajima furono costretti a interrompere la produzione, dedicandosi invece, in forma cooperativa, alla realizzazione di alimenti sostitutivi, come il pane. Dopo il periodo di caos postbellico, quando il flusso di turisti verso Miyajima riprese a crescere, aumentò anche la domanda di momiji manjū, e la loro notorietà cominciò a diffondersi. Prendendo spunto da altre specialità dolciarie giapponesi, furono introdotte varianti con ripieno di castagna o di tè verde (matcha). Il maggiore produttore, Nishikido, fu fondato nel 1953. La sede di Nishikido si trovava vicino alla stazione di Hiroshima, nel quartiere Matsubara-chō (in seguito trasferita nel quartiere Higashi-ku, sul lato opposto della stazione). Nel dopoguerra, crebbero i casi di produzione al di fuori di Miyajima. Il fondatore di Nishikido, Ōtani Teruzō, in un’epoca in cui era ancora diffusa la cottura manuale, introdusse l’uso del gas propano, aprendo la strada alla produzione su larga scala. La fonte di calore, inizialmente carbone senza fumo, cominciò a essere sostituita dall’elettricità intorno al 1955, ma la produzione a gas propano si diffuse ampiamente.
Nel 1954 anche a Miyajima si cominciò a usare il gas propano, aumentando così la produttività. Dal 1961 in poi, la produzione di momiji manjū si meccanizzò progressivamente, e grazie a una grande macchina per la cottura sviluppata da un produttore di Hiroshima, fu possibile produrre in grandi quantità. Verso il 1965, con il boom turistico di Miyajima, capitava di esaurire le scorte nei periodi di alta stagione. Nel 1975, con il completamento della linea ferroviaria ad alta velocità Sanyō Shinkansen, il turismo nell’area di Hiroshima e Miyajima cambiò profondamente, sia in termini quantitativi che qualitativi. I momiji manjū uscirono dai confini dell’isola e cominciarono a essere venduti anche nei treni e nei negozi di souvenir della stazione di Hiroshima.

### Anni ’80: il successo nazionale grazie ai B&B
Con l’esplosione del boom del manzai nel 1980, il duo comico “B&B” rese celebre un tormentone: quando Shimada Yōhachi, uno dei due comici, annunciava con enfasi una specialità di Okayama dicendo “kibidango!” (gnocchi di miglio), il partner Shimada Yōshichi rispondeva imitando la forma del momiji manjū con entrambe le mani e gridando “Momiji Manjū!”. La gag ebbe un successo travolgente, portando a un vero e proprio “boom dei momiji manjū”.
All’epoca i B&B, al quinto anno di attività, erano moderatamente noti, ma in Yoshimoto Kōgyō (un'agenzia di intrattenimento) c’erano molti comici più famosi, e il duo non era ancora riuscito a sfondare. Essendo Yōshichi originario di Hiroshima e Yōhachi della vicina prefettura di Okayama, pensarono: “Non potremmo fare una gag basata sulle specialità locali?”. Decisero di provare un’esibizione completamente improvvisata, in cui ciascuno decantava le glorie della propria terra: Yōhachi elencò “uva!”, “pesche!”, “kibidango!” come specialità di Okayama, ma Yōshichi, dopo aver citato le ostriche di Hiroshima, non riuscendo a pensare ad altro, se ne uscì, quasi disperato, con “Momiji Manjū!”. Il pubblico scoppiò in una fragorosa risata.
Yōshichi non capì subito il motivo di tanto successo, ma si rese conto che quella battuta improvvisata suscitava più reazioni di qualsiasi pezzo preparato con cura. A ogni replica, la sala si infiammava, e il tormentone divenne uno dei simboli del boom del manzai. Insieme ai Two Beat, ai Shinsuke Ryūsuke e ai The Bonchi, i B&B trainarono il fenomeno; comparendo quasi ogni giorno in TV e ripetendo “Momiji Manjū!”. Sulla scia di questa popolarità, le vendite aumentarono vertiginosamente e, a partire dal 1984, furono introdotte numerose varianti: la prima fu il “cheese momiji”, seguita da ripieni di crema pasticcera, crema al cioccolato e molte altre.

### Il successo dei “Puyoman” negli anni ’90
Negli anni ’90, la software house Compile, sviluppatrice del videogioco di enorme successo Puyo Puyo, aveva la sede centrale a Hiroshima (per un certo periodo a Ōno, municipalità di Hatsukauchi, dove si trova anche Miyajimaguchi). Grazie a questo legame geografico, l’azienda decise di produrre dolci a forma di “Puyo” (il personaggio del gioco), utilizzando stampi da forno per momiji manjū. Il prodotto, chiamato “Puyoman”, venne lanciato il 3 dicembre 1994. Sebbene l’impasto e il ripieno avessero qualche tocco originale, il procedimento produttivo era lo stesso dei momiji manjū, differenziandosi soltanto per la forma.
Il 29 novembre 1997, nei pressi dell’imbarcadero dei traghetti di Miyajimaguchi, “porta d’accesso” all’isola di Miyajima, venne aperto il primo punto vendita “Ganso Puyoman Honpo” (“Puyoman originale”). In seguito, Compile aprì negozi anche nella via commerciale Hondōri di Hiroshima, nell’edificio della stazione di Hiroshima e persino al Makuhari Messe in occasione del Tokyo Game Show, vendendo Puyoman insieme ai propri gadget. Come prodotto derivato, il Puyoman ebbe un successo eccezionale, ma con il declino della popolarità di Puyo Puyo e il fallimento di Compile, la produzione e la vendita cessarono nel 2003. Tuttavia, il 29 aprile 2023 il prodotto è stato riportato sul mercato con il nome “Puyopuyo Manjū”, utilizzando gli stessi stampi in legno dell’epoca, grazie alla pasticceria tradizionale “Heian-dō Ume Tsubo” della prefettura di Hiroshima. Questo nuovo prodotto è venduto non solo nei negozi locali e online, ma anche durante eventi di e-sport legati a Puyo Puyo.
Nel 1996, con l’iscrizione del Santuario di Itsukushima nella lista dei patrimoni dell’umanità dell'UNESCO, e nel 1997, con la messa in onda del taiga drama della NHK "Mōri Motonari", il numero di visitatori a Miyajima aumentò notevolmente, facendo crescere anche le vendite dei momiji manjū.

### XXI secolo
Oggi, circa venti produttori, tra cui grandi marchi, mantengono viva la tradizione dei momiji manjū, mentre sviluppano anche nuove varianti. Oltre a creare nuovi tipi di ripieno, si sperimentano innovazioni nell’impasto e nel metodo di produzione: ad esempio, dolci in stile occidentale con impasto tipo castella arricchito con uvetta, momiji manjū ricoperti di cioccolato, oppure “age-momiji” (momiji manjū fritti in pastella) e perfino gelati soft-serve con momiji manjū. Sono comparsi prodotti che stravolgono il concetto tradizionale, così come confezioni che sfruttano personaggi di successo come Hello Kitty o Chiikawa. Oltre ai dolci, vengono venduti anche numerosi gadget: cuscini, portachiavi, penne, strap per cellulari, miniature realistiche dei momiji manjū e persino modellini in miniatura di camion per il trasporto dei dolci.
Nel novembre 2013, il produttore di sakè Chūgoku Jōzō, con sede a Hatsukaichi, ha lanciato il liquore “Momiji Manjū no Osake”. Si trattava di una bevanda dal gusto dolce e inaspettato, che univa il sapore della marmellata di fagioli azuki liscia (koshian), arricchita con tuorlo d’uovo e miele, al gusto di castella. Il prodotto riscosse grande interesse e vendette quasi il doppio delle previsioni. Nel 2014 furono introdotte anche le varianti al cioccolato e alla crema, e il primo lotto andò esaurito in un solo giorno, guadagnando spazio anche sulla stampa nazionale.
Parallelamente, continuano a esistere negozi che propongono dimostrazioni dal vivo di momiji manjū preparati a mano da artigiani, oppure esperienze di “handmade baking” per i turisti, segno di una diversificazione nell’esperienza legata a questo dolce.
L’11 maggio 2015, in occasione del concerto speciale "Unicorn Okuda Tamio 50 Sai “Momiji Mangojū” " per celebrare i 50 anni del cantante Okuda Tamio, il produttore Yamadaya ha lanciato i “Unicorn Momiji Manjū” in edizione limitata.
Infine, nel complesso commerciale “Ekie” collegato alla stazione di Hiroshima, l’area “Omiyage Kaidō” propone circa 2000 specialità provenienti non solo dalla prefettura di Hiroshima, ma anche dalle regioni di Chūgoku e Shikoku. Tuttavia, dal 2025, al primo posto nelle vendite (posizione a lungo detenuta dai momiji manjū) è balzato l’hassaku daifuku.

## Denominazione
Il nome deriva dal fatto che si tratta di una specialità ispirata alla Momijidani (Valle degli Aceri), un famoso luogo per ammirare le foglie d’acero situato a Miyajima. La grafia più comune è “もみじ饅頭” (momiji manjū), ma in alcuni casi viene usata anche la forma “もみじまんじゅう” (ad esempio dai produttori Gotō Seika e Fujiiya). Quest’ultima, come accade per molti altri tipi di manjū, è scritta in hiragana per dare un’impressione di maggiore familiarità come prodotto tipico destinato ai turisti.
Generalmente non si usano le forme “紅葉饅頭” o “紅葉まんじゅう”. Il produttore originale, Takatsudō, utilizza invece la grafia “もみぢ饅頭”, con il carattere “ぢ” al posto di “じ”.
Come abbreviazione, talvolta viene usato il termine "momiman (もみまん)". Esistono esempi di uso pubblico di questa forma abbreviata, come il “Momiman Soft”, un gelato al gusto di momiji manjū, o il prodotto “Momiman.” lanciato dallo storico produttore Gotō Seika, decorato con illustrazioni in stile moe.

## Struttura e produzione
L’impasto è simile a quello del castella e viene preparato con farina di frumento, uova, zucchero e miele; al suo interno si inserisce un ripieno dolce (餡 an) Il tutto viene cotto in uno stampo a forma di foglia d’acero. La farcitura di base è il koshian (pasta di fagoli azuki passati al setaccio), e il procedimento produttivo è sostanzialmente identico per tutti i produttori.
Fino agli anni '60, gli stampi venivano pressati e cotti a mano, uno per uno. In seguito, un’azienda di Hiroshima sviluppò la macchina per la cottura dei momiji manjū, in grado di far ruotare automaticamente gli stampi e cuocerli in serie. Questo rese possibile produrre momiji manjū di qualità uniforme in qualsiasi negozio. Parallelamente, per soddisfare la necessità di modellare grandi quantità di ripieno in modo uniforme, dieci aziende associate alla cooperativa dei dolciari di Miyajima svilupparono insieme una macchina automatica per la formatura del ripieno. 
Oggi, le macchine di cottura sono per lo più a gas e, nei modelli più capienti, possono produrre fino a 2 500 pezzi l'ora. Sull’isola di Miyajima, nei negozi di souvenir e dai produttori, è possibile vedere le macchine al lavoro. Scene simili si possono osservare anche fuori dall’isola, per esempio nei grandi magazzini Fukuya di fronte alla stazione di Hiroshima o nell’area di servizio Fukuyama (direzione nord) sull’autostrada Sanyō
Nonostante ciò, esistono ancora, seppur in numero limitato, negozi dove gli artigiani cuociono a mano i momiji manjū utilizzando stampi tradizionali davanti ai clienti (ad esempio presso Miyatoyo Honten). Su Miyajima ci sono anche strutture che offrono l’esperienza di preparare personalmente i momiji manjū.

## Tipologie

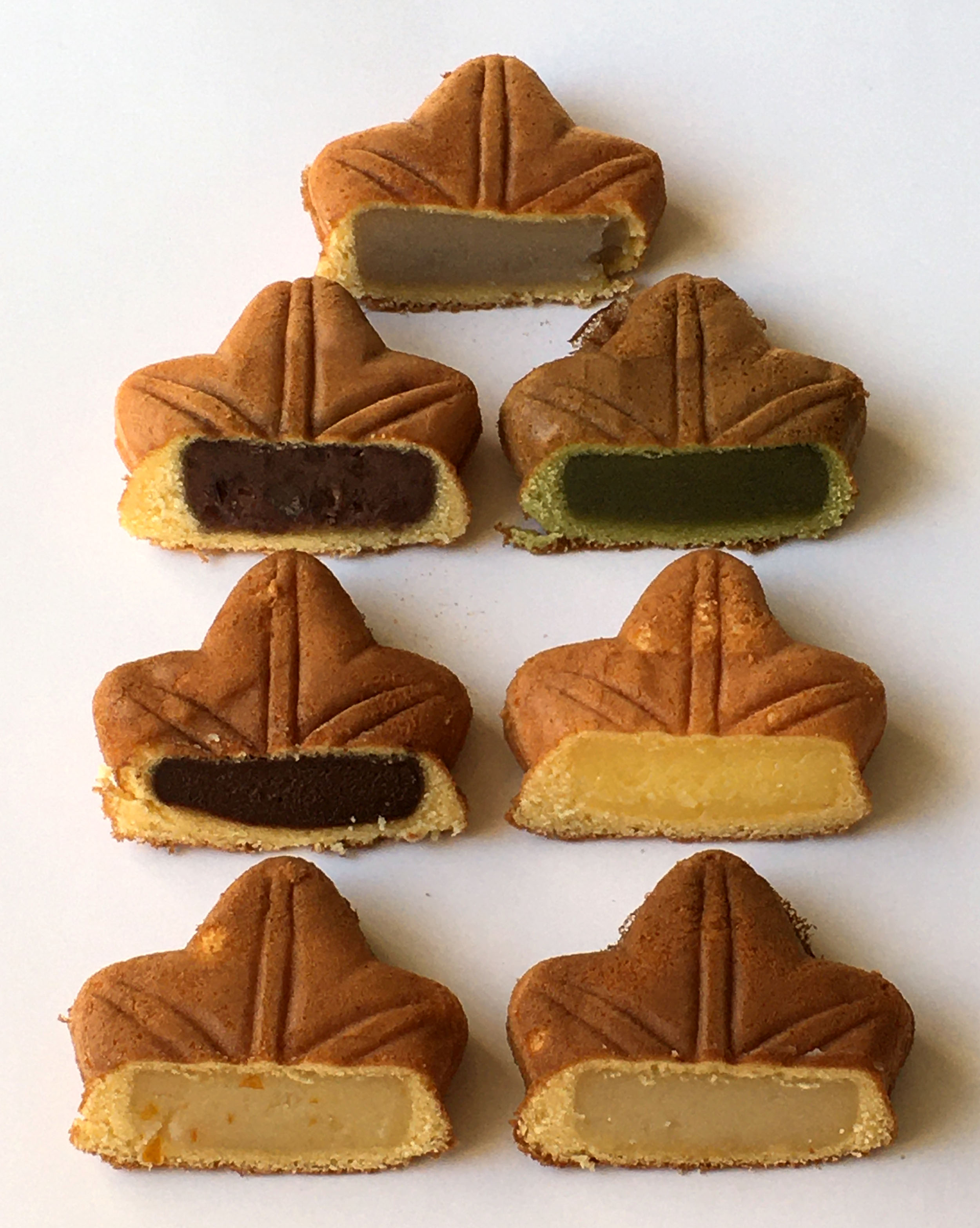
Esempi più comuni

In origine esisteva solo la versione classica: koshian (pasta di fagioli azuki passati al setaccio) avvolto in impasto tipo castella e cotto nello stampo. Oggi, invece, la varietà è vastissima. I nomi cambiano a seconda del negozio, ma in genere seguono la formula "qualcosa momiji", ad esempio cheese momiji (con ripieno di formaggio) o matcha momiji (con ripieno di pasta dolce al tè verde). Dal 2000 in poi, oltre alla variazione dei ripieni, sono state introdotte modifiche alla pasta (es. kuro momiji) e persino al metodo di preparazione (es. nama momiji e age momiji).

### Varianti di ripieno dolce
- Koshian – Ripieno di pasta di fagioli azuki setacciata, la ricetta originale del 1906 e considerata la base del momiji manjū.

- Tsubuan – Pasta di fagioli azuki con grana, introdotta negli anni '20 quando il principe Nobuhito visitò Itsukushima e la richiese espressamente.

- Shiroan, matcha-an, kurian – Pasta di fagioli bianchi, pasta al tè verde e pasta di castagne, ideate dopo la Seconda guerra mondiale ispirandosi a dolci tipici di altre regioni (come monaka o manjū alle castagne).

- Formaggio – Introdotto nel 1984, durante un boom di popolarità dei momiji manjū, è il primo ripieno “non tradizionale”. Scaldando il dolce in microonde (500W, 10–20 secondi) il formaggio si scioglie, rendendolo particolarmente gustoso.

- Cioccolato – Comparso nello stesso periodo del ripieno al formaggio e con diffusione simile. Anche in questo caso, un leggero riscaldamento fa fondere la crema di cioccolato, ma è apprezzato anche se servito freddo di frigorifero o congelato.

- Crema – Ripieno di crema pasticcera, introdotto dopo le versioni al formaggio e al cioccolato.

- Altri – Varianti con mela a cubetti, mochi, formaggio cremoso, pasta dolce di patata, e molte altre[8][9]; la ricerca di nuovi ripieni è continua.

### Varianti di impasto
- Kuro momiji (Yamadayā, 2008[38]) – Impasto scurito con polvere di carbone di bambù. Nella stagione autunno-inverno 2007 il “nero” era considerato un colore di tendenza[39]; il carbone di bambù, associato a benefici per la salute, fu un’innovazione di marketing.

- Nama momiji (Nishikidō, 2009) – Realizzato con pasta morbida in stile wagashi (a base di riso glutinoso). Disponibile in tre versioni: koshian, tsubuan e matcha-an[40].

### Varianti di preparazione
- Age momiji (揚げもみじ, Kōyōdō, 2002) – Momiji manjū fritto in olio.

### Altri prodotti
- Momijiman - un prodotto completamente diverso commercializzato dalla Yamazaki Baking.

## Reperibilità
Si trova facilmente a Miyajima, alle stazioni JR e Hiroden di Miyajimaguchi, nei negozi di souvenir, nei grandi magazzini di Hiroshima e presso il centro commerciale annesso alla stazione. I negozi diretti dei produttori offrono una vasta gamma di varianti. È presente anche nei menù di vendita a bordo dei treni dello Shinkansen sulla linea Sanyō.
Nella parte orientale della prefettura di Hiroshima (come a Fukuyama) vengono venduti prodotti di marchi rinomati. Fuori dalla prefettura, si trovano negli antenna shop di Hiroshima, in alcuni konbini (come FamilyMart), oppure come dolci a marchio privato di grandi catene di distribuzione.
In base al prodotto e al produttore, è possibile acquistarli anche tramite vendita per corrispondenza.

### I momiji manjū di Minō e Toyota
La città di Minō (prefettura di Osaka) considera il momiji manjū come un “prodotto tipico locale”. Secondo la Camera di Commercio di Minō :“A Minō vengono cotti e venduti fin da prima della guerra, quindi hanno anche una storia piuttosto antica”.
Sia nella forma che nel metodo di produzione, sono pressoché identici ai momiji manjū di Miyajima, anche se in passato esisteva una variante con il disegno di due foglie sovrapposte. Da notare che l’albero simbolo di Minō è proprio l’acero palmato (momiji).
Anche a Kōrankei, una celebre località per l’osservazione degli aceri a Toyota (prefettura di Aichi), vengono prodotti e venduti momiji manjū, praticamente identici a quelli di Miyajima.

## Principali produttori
- Gotō Seika（sito ufficiale）（cessata attività il 25 settembre 2017）
- Okinadō（sito ufficiale）（cessata attività il 31 maggio 2025）
- Iwamura Momijiya（sito ufficiale）
- Fujiiya（sito ufficiale）
- Yamadayā（sito ufficiale）
- Hakataya（sito ufficiale）
- Nishikidō（sito ufficiale）
- Kagetsudō
- Takatsudō（sito ufficiale）
- Kōyōdō
- Daishindō（account ufficiale Instagram）